# Римиколы
Римиколы (лат. Rimicola) — род лучепёрых рыб из семейства присосоковых. Небольшие рыбки — максимальная длина не превышает 7 см. Распространены вдоль восточного побережья Тихого океана.
Научное название рода омонимично названию одного из родов бескишечных турбеллярий семейства Isodiametridae, последнее должно быть переименовано согласно МКЗН.

## Классификация
На май 2018 года в род включают 5 видов:
- Rimicola cabrilloi Briggs, 2002
- Rimicola dimorpha  Briggs, 1955
- Rimicola eigenmanni (Gilbert, 1890)
- Rimicola muscarum (Meek & Pierson, 1895) — Бурая римикола[1]
- Rimicola sila Briggs, 1955